# Akkun to Kanojo
Akkun to Kanojo (あっくんとカノジョ, litt. "Akkun and His Girlfriend")  est un manga écrit et dessiné par Waka Kakitsubata. Il a été prépublié par Media Factory dans le magazine Monthly Comic Gene de juin 2013 à juin 2018. Il a été adapté en anime par Yumeta Company, diffusé entre le 6 avril et le 21 septembre 2018.

## Synopsis
Atsuhiro Kagari (alias Akkun) et Non Katagiri (alias Nontan) sont deux amis d'enfance qui sortent ensemble depuis quatre ans. Mais Akkun a toujours des mots désagréables et durs envers Nontan, en plus d'être froid et souvent de mauvaise humeur. Pourtant, cela ne semble pas affecter sa petite-amie qui voit, à travers chacun de ses comportements, une preuve de son amour !

## Personnages
Atsuhiro "Akkun" Kagari (荘 敦大, Kagari Atsuhiro)
Voix japonaise : Jun Fukuyama (drama CD), Tatsuhisa Suzuki (anime)
C'est le personnage principal de la série. C'est un Tsundere qui aime vraiment Nontan. En face de Nontan, il montre toujours son côté "Tsun" mais jamais son côté "Dere". Il est secrètement très intense dans ses sentiments au point de parfois ressembler à un stalker.
Non "Nontan" Katagiri (片桐 のん, Katagiri Non)
Voix japonaise : Aoi Yūki (drama CD), Ayaka Suwa (anime)
La petite-amie de Akkun. C'est une Derere, qui aime réellement Akkun.
Masago Matsuo (松尾 真砂, Matsuo Masago)
Voix japonaise : Nobuhiko Okamoto (drama CD), Keisuke Ueda (anime)
Le meilleur ami de Akkun. Il est au courant pour la personnalité tsundere de Akkun. Il est extrêmement fan de jeux vidéo. Il va souvent chez Akkun pour jouer à des jeux sur sa télé.
Chiho Kagari (荘 千穂, Kagari Chiho)
Voix japonaise : Maaya Uchida (drama CD), Arisa Kōri (anime)
La petite sœur d'Akkun, actuellement en huitième année Tout comme son frère, c'est une Tsundere qui aime vraiment Nontan, mais contrairement à Akkun, son amour est plus amical que romantique. Contrairement à son frère, devant Nontan, elle montre toujours son côté "Dere", mais cache son côté "Tsun". D'autre part, elle semble démontrer une attirance romantique croissante envers Matsuo, et pour lui, elle ne montre constamment que son côté "Tsun" tout en se battant pour cacher son côté "Dere", bien que cela devienne progressivement plus difficile à faire.
Takumi Kubomura (窪村 匠, Kubomura Takumi)
Voix japonaise : Wataru Hatano (anime)
Konagi Irie (入江 小凪, Irie Konagi)
Voix japonaise : Hikaru Kayou (anime)

## Média

### Manga
Waka Kakitsubata a lancé le manga dans le magazine josei Monthly Comic Gene appartenant à Media Factory, en juin 2013. Le manga est également publié en feuilleton sur le magazine web Media Factory Pixiv basé sur Gene Pixiv. Huit volumes tankōbon ont été publiés. 
| no | Japonais          | Japonais          |
| no | Date de sortie    | ISBN              |
| -- | ----------------- | ----------------- |
| 1  | 27 février 2014   | 978-4-04-066289-3 |
| 2  | 27 septembre 2014 | 978-4-04-066863-5 |
| 3  | 27 mai 2015       | 978-4-04-067527-5 |
| 4  | 27 janvier 2016   | 978-4-04-067890-0 |
| 5  | 27 août 2016      | 978-4-04-068516-8 |
| 6  | 27 mars 2017      | 978-4-04-069101-5 |
| 7  | 27 novembre 2017  | 978-4-04-069528-0 |
| 8  | 27 juin 2018      | 978-4-04-069908-0 |

### Drama CD
Un drama CD a été réalisé par Media Factory en décembre 2016.

### Anime
Une adaptation en anime a été annoncée via le septième volume du manga le 27 novembre 2017. La série télévisée est dirigée par Shin Katagai et écrite par Yuka Yamada, elle est animée par le studio Yumeta Company . Les chara design sont de Motohiro Taniguchi. La série a été diffusée du 6 avril au 21 septembre 2018 sur AT-X en tant que série courte avec des épisodes de 4 minutes. L'opening est "Koi no Balloon" (恋のバルーン, Love's Balloon)  par Haruna Ōshima. Le deuxième opening est "We ☆ Pace!" par Haruna Ōshima feat. Ebisu coffret. Crunchyroll a diffusé la série.
| No | Titre français                       | Titre japonais     | Titre japonais           | Date de 1re diffusion |
| No | Titre français                       | Kanji              | Rōmaji                   | Date de 1re diffusion |
| -- | ------------------------------------ | ------------------ | ------------------------ | --------------------- |
| 1  | Ce que cache mon copain              | 彼氏の実態         | Kareshi no Jittai        | 6 avril 2018          |
| 2  | À force, elle connaît la bête        | 手慣れた彼女       | Tenareta Kanojo          | 13 avril 2018         |
| 3  | Elle mâche un certain nombre de fois | 咀嚼回数           | Soshaku kaisū            | 20 avril 2018         |
| 4  | Là où tout a commencé                | 全ての始まり       | Subete no Hajimari       | 27 avril 2018         |
| 5  | Le parapluie de l'amour              | 相合い傘           | Aiaigasa                 | 4 mai 2018            |
| 6  | Leurs parents (respectifs)           | 両親たち           | Ryōshin-tachi            | 11 mai 2018           |
| 7  | Konagi Irie                          | 入江さん           | Irie-san                 | 18 mai 2018           |
| 8  | Sa vision des révisions              | 彼なりの勉強法     | Kare-nari no benkyō-hō   | 25 mai 2018           |
| 9  | Matsuo et Chiho                      | 松尾と千穂         | Matsuo to Chiho          | 1er juin 2018         |
| 10 | Beach time                           | Beach time         | Beach time               | 8 juin 2018           |
| 11 | Le soir du festival                  | 祭りの夜           | "Matsuri no Yoru         | 15 juin 2018          |
| 12 | La pomme d'amour tueuse              | リンゴ飴ハンマー   | Ringo ame hanmā          | 22 juin 2018          |
| 13 | Souvenirs d'enfance                  | おもひで話         | Omoide hanashi           | 29 juin 2018          |
| 14 | Halloween                            | ハロウィン         | Harowin                  | 6 juillet 2018        |
| 15 | Se faire plaquer au mur              | 願望・無感動・至高 | Ganbō • mu kandō • shikō | 13 juillet 2018       |
| 16 | La tactique anti-Matsuo              | 松尾対策           | Matsuo taisaku           | 20 juillet 2018       |
| 17 | Non dort à la maison                 | あっくんのお泊り会 | Akkun no o tomari kai    | 27 juillet 2018       |
| 18 | Noël !                               | クリスマス☆        | Kurisumasu ☆             | 3 août 2018           |
| 19 | Bonne année                          | 謹賀新年           | Kinga shinnen            | 10 août 2018          |
| 20 | Corvée de nettoyage                  | 美化活動           | Bika katsudō             | 17 août 2018          |
| 21 | Honest Words                         | 直球の言葉         | Chokkyū no Kotoba        | 24 août 2018          |
| 22 | Ligne de départ                      | スタートライン     | Sutātorain               | 31 août 2018          |
| 23 | La peluche poireau                   | ネギ人形           | Negi ningyō              | 7 septembre 2018      |
| 24 | Déteste...                           | キライ．．．       | Kirai...                 | 14 septembre 2018     |
| 25 | My Sweet Tyrant                      | あっくんとカノジョ | Akkun to Kanojo          | 21 septembre 2018     |

## Réception
Le manga s'est vendu à plus de 480 000 exemplaires et a enregistré plus de 11 millions de vues sur Pixiv en novembre 2017. 